# Lilibeth Cuenca Rasmussen
Lilibeth Cuenca Rasmussen (født 27. december 1970 i Manila i Filippinerne) er en dansk video- og performancekunstner.

## Biografi
Lilibeth Cuenca Rasmussen voksede op i Manila. Otte år gammel flyttede hun til Stevns i Danmark. Hun er uddannet ved det Det Kongelige Danske Kunstakademi hvor hun tog eksamen i 2002. Lilibeth Cuenca Rasmussen har været gæsteforelæser ved Kunstakademiet og på Det Fynske Kunstakademi i Odense. Family show, hendes første separatudstilling, fandt sted i 2000 i Norge på Akershus Kunstsenter i Lillestrøm. I 2006 stillede hun for første gang ud i Sverige på Gävle konstcentrum med kunstværket Woman in the Rhytm.
I sit kunstnerskab undersøger Cuenca Rasmussen socio-kulturelle forhold, med udgangspunkt i sin egen filippinsk-dansk baggrund.
Ved Venedig-biennale i 2011 repræsenterede Lilibeth Cuenca Rasmussen Danmark med kunstværket Afghan Hound.  I 2008 blev Lilibeth Cuenca Rasmussen belønnet med Eckersberg Medaillen.